# Hyporhamphus ihi
Hyporhamphus ihi is een straalvinnige vissensoort uit de familie van halfsnavelbekken (Hemiramphidae). De wetenschappelijke naam van de soort is voor het eerst geldig gepubliceerd in 1932 door Phillipps.